# Tinamú de la puna
El tinamú de la puna (Tinamotis pentlandii) és una espècie d'ocell de la família dels tinàmids (Tinamidae) que viu en zones de praderies de la zona coneguda com a Puna, per sobre dels 4000 m, des del centre del Perú i sud-oest de Bolívia, fins al nord de Xile i de l'Argentina.